# La Concordia, Salto de Agua
La Concordia är en ort i Mexiko.   Den ligger i kommunen Salto de Agua och delstaten Chiapas, i den sydöstra delen av landet, 800 km öster om huvudstaden Mexico City. La Concordia ligger 111 meter över havet och antalet invånare är 211.
Terrängen runt La Concordia är huvudsakligen kuperad, men den allra närmaste omgivningen är platt. Runt La Concordia är det ganska glesbefolkat, med 45 invånare per kvadratkilometer. Närmaste större samhälle är Vicente Guerrero, 4,9 km nordväst om La Concordia. I omgivningarna runt La Concordia växer i huvudsak städsegrön lövskog.